# 東京都第23区
東京都第23区（とうきょうとだいにじゅうさんく）は日本の衆議院議員総選挙における選挙区。1994年（平成6年）の公職選挙法改正で設置。

## 区域

### 現在の区域
2022年（令和4年）公職選挙法改正以降の区域は以下のとおりである。多摩市の部分は30区に移行した。これにより、東京都の多摩地区で唯一の単一自治体で構成される選挙区となった。
- 町田市

### 2017年から2022年までの区域
2017年（平成29年）公職選挙法改正から2022年の小選挙区改定までの区域は以下のとおりである。2017年の区割り変更により、多摩市の一部が本区から21区へ移行した。
- 町田市
- 多摩市の一部
  - 関戸5丁目（1〜8・13〜31番を除く）、関戸6丁目、貝取、乞田、和田、百草、落川、東寺方、桜ヶ丘1〜4丁目、聖ヶ丘1丁目（1〜24・35・44番を除く）、馬引沢1・2丁目、山王下、中沢、唐木田、諏訪1〜6丁目、永山1〜7丁目、貝取1〜5丁目、豊ヶ丘1〜6丁目、落合1〜6丁目、鶴牧1〜6丁目、南野1〜3丁目、東寺方3丁目、和田3丁目、愛宕1〜4丁目

### 2017年以前の区域
1994年（平成6年）公職選挙法改正から2017年の小選挙区改定までの区域は以下のとおりである。
- 町田市
- 多摩市

## 歴史
中選挙区制度における旧東京都第11区時代より、長年自民党の伊藤公介が議席を守ってきた。民主党は2000年の第42回衆議院議員総選挙で前回比例単独候補であった石毛鍈子が支部長となり選挙戦を戦うも、いずれも伊藤の牙城を崩す事が出来ず、2回の比例復活当選に留まった。
しかし、伊藤の周辺で第44回衆議院議員総選挙直後の2005年11月頃に表面化した構造計算書偽造問題に始まり、伊藤自身の企業癒着や政治資金絡みなど諸問題が相次いだこと、また自民党に対する全国的な逆風の影響もあり、2009年の第45回衆議院議員総選挙では、石毛に代わって民主党から擁立された櫛渕万里に敗れ、比例復活も出来ず小選挙区移行以来の議席を失った。民主党の同区での勝利は2009年が初めてであり、支部長を退いた石毛も比例単独候補に回り、民主党圧勝の恩恵を受けて議員に返り咲いた（石毛は任期限りで一旦退き、その後の第47回衆議院議員総選挙に比例単独で立候補も落選した）。
代わって民主党に逆風が吹いた第46回衆議院議員総選挙では、保守陣営が伊藤公介に代わって自民党の公認を得た小倉將信と、日本維新の会の公認を得た伊藤公介の子息である俊輔（父の公介も政界からは退いたが、日本維新の会に加わる）などに分裂したが、小倉が前職の櫛渕らを破り、初めて当選した。2014年の第47回衆議院議員総選挙でも、小倉と櫛渕、さらに維新の党に変わった伊藤俊輔らの構図となったが、引き続き小倉が勝利し、野党票が分散した櫛渕、伊藤俊輔は落選した。
2017年の第48回衆議院議員総選挙では、櫛渕と伊藤は希望の党に参加した事で候補者調整が必要となり、櫛渕は千葉3区に移動（結果は落選）し伊藤が公認となったが、小倉が勝利する一方で伊藤は比例復活で初めて議席を得た。伊藤はその後旧国民民主党を経て、立憲民主党に入党。2021年の第49回衆議院議員総選挙では野党側の選挙協力により、小倉と伊藤の一騎打ちとなり接戦となったが、小倉が約7千票差で逃げ切り、伊藤は前回同様に比例復活で議席を得ている。
2024年の第50回衆議院議員総選挙では伊藤が小倉に代わって出馬した自民党の新人に4万票あまりの差を付けて当選した。

## 選出議員
| 選挙名                 | 年     | 当選者   | 党派       |
| ---------------------- | ------ | -------- | ---------- |
| 第41回衆議院議員総選挙 | 1996年 | 伊藤公介 | 自由民主党 |
| 第42回衆議院議員総選挙 | 2000年 | 伊藤公介 | 自由民主党 |
| 第43回衆議院議員総選挙 | 2003年 | 伊藤公介 | 自由民主党 |
| 第44回衆議院議員総選挙 | 2005年 | 伊藤公介 | 自由民主党 |
| 第45回衆議院議員総選挙 | 2009年 | 櫛渕万里 | 民主党     |
| 第46回衆議院議員総選挙 | 2012年 | 小倉將信 | 自由民主党 |
| 第47回衆議院議員総選挙 | 2014年 | 小倉將信 | 自由民主党 |
| 第48回衆議院議員総選挙 | 2017年 | 小倉將信 | 自由民主党 |
| 第49回衆議院議員総選挙 | 2021年 | 小倉將信 | 自由民主党 |
| 第50回衆議院議員総選挙 | 2024年 | 伊藤俊輔 | 立憲民主党 |

## 選挙結果
時の内閣：第1次石破内閣 解散日：2024年10月9日 公示日：2024年10月15日
当日有権者数：36万1197人 最終投票率：55.71%（前回比： 2.66%） （全国投票率：53.85%（2.08%））
| 当落 | 候補者名   | 年齢 | 所属党派         | 新旧 | 得票数    | 得票率 | 惜敗率 | 推薦・支持               | 重複 |
| ---- | ---------- | ---- | ---------------- | ---- | --------- | ------ | ------ | ------------------------ | ---- |
| 当   | 伊藤俊輔   | 45   | 立憲民主党       | 前   | 111,851票 | 59.03% | ――     | 社会民主党東京都連合推薦 | ○    |
|      | 吉原修     | 68   | 自由民主党       | 新   | 71,154票  | 37.55% | 63.61% | 公明党推薦               | ○    |
|      | AIメイヤー | 51   | みんなでつくる党 | 新   | 6,475票   | 3.42%  | 5.79%  |                          |      |

時の内閣：第1次岸田内閣 解散日：2021年10月14日 公示日：2021年10月19日
当日有権者数：45万8998人 最終投票率：58.37%（前回比：2.58%） （全国投票率：55.93%（2.25%））
| 当落 | 候補者名 | 年齢 | 所属党派   | 新旧 | 得票数    | 得票率 | 惜敗率 | 推薦・支持                             | 重複 |
| ---- | -------- | ---- | ---------- | ---- | --------- | ------ | ------ | -------------------------------------- | ---- |
| 当   | 小倉將信 | 40   | 自由民主党 | 前   | 133,206票 | 51.25% | ――     | 公明党推薦                             | ○    |
| 比当 | 伊藤俊輔 | 42   | 立憲民主党 | 前   | 126,732票 | 48.75% | 95.14% | れいわ新選組・社会民主党東京都連合推薦 | ○    |

時の内閣：第3次安倍第3次改造内閣 解散日：2017年9月28日 公示日：2017年10月10日
当日有権者数：45万5437人 最終投票率：55.79%（前回比：0.25%） （全国投票率：53.68%（1.02%））
| 当落 | 候補者名 | 年齢 | 所属党派   | 新旧 | 得票数    | 得票率 | 惜敗率 | 推薦・支持 | 重複 |
| ---- | -------- | ---- | ---------- | ---- | --------- | ------ | ------ | ---------- | ---- |
| 当   | 小倉將信 | 36   | 自由民主党 | 前   | 110,522票 | 44.95% | ――     | 公明党推薦 | ○    |
| 比当 | 伊藤俊輔 | 38   | 希望の党   | 新   | 76,450票  | 31.09% | 69.17% |            | ○    |
|      | 松村亮佑 | 37   | 日本共産党 | 新   | 58,929票  | 23.96% | 53.32% |            |      |

時の内閣：第2次安倍改造内閣 解散日：2014年11月21日 公示日：2014年12月2日
当日有権者数：46万6399人 最終投票率：56.04%（前回比：8.25%） （全国投票率：52.66%（6.66%））
| 当落 | 候補者名 | 年齢 | 所属党派   | 新旧 | 得票数    | 得票率 | 惜敗率 | 推薦・支持                   | 重複 |
| ---- | -------- | ---- | ---------- | ---- | --------- | ------ | ------ | ---------------------------- | ---- |
| 当   | 小倉將信 | 33   | 自由民主党 | 前   | 104,709票 | 41.16% | ――     | 公明党推薦                   | ○    |
|      | 櫛渕万里 | 47   | 民主党     | 元   | 63,706票  | 25.04% | 60.84% | 緑の党グリーンズジャパン推薦 | ○    |
|      | 伊藤俊輔 | 35   | 維新の党   | 新   | 50,836票  | 19.98% | 48.55% |                              | ○    |
|      | 松村亮佑 | 34   | 日本共産党 | 新   | 35,166票  | 13.82% | 33.58% |                              |      |

- 櫛渕は第48回では希望の党公認で千葉3区から出馬し落選[6]、第49回ではれいわ新選組公認で東京22区から出馬し落選のち繰り上げ当選。

時の内閣：野田第3次改造内閣 解散日：2012年11月16日 公示日：2012年12月4日
当日有権者数：46万3214人 最終投票率：64.29%（前回比：4.49%） （全国投票率：59.32%（9.96%））
| 当落 | 候補者名 | 年齢 | 所属党派     | 新旧 | 得票数   | 得票率 | 惜敗率 | 推薦・支持   | 重複 |
| ---- | -------- | ---- | ------------ | ---- | -------- | ------ | ------ | ------------ | ---- |
| 当   | 小倉將信 | 31   | 自由民主党   | 新   | 87,192票 | 30.16% | ――     | 公明党推薦   | ○    |
|      | 櫛渕万里 | 45   | 民主党       | 前   | 63,969票 | 22.12% | 73.37% | 国民新党推薦 | ○    |
|      | 伊藤俊輔 | 33   | 日本維新の会 | 新   | 59,166票 | 20.46% | 67.86% |              | ○    |
|      | 白川哲也 | 31   | みんなの党   | 新   | 39,676票 | 13.72% | 45.50% |              | ○    |
|      | 松村亮佑 | 32   | 日本共産党   | 新   | 21,006票 | 7.27%  | 24.09% |              |      |
|      | 石井貴士 | 39   | 日本未来の党 | 新   | 18,125票 | 6.27%  | 20.79% | 新党大地推薦 | ○    |

時の内閣：麻生内閣 解散日：2009年7月21日 公示日：2009年8月18日
当日有権者数：46万1006人 最終投票率：68.78%（前回比：0.83%） （全国投票率：69.28%（1.77%））
| 当落 | 候補者名 | 年齢 | 所属党派   | 新旧 | 得票数    | 得票率 | 惜敗率 | 推薦・支持 | 重複 |
| ---- | -------- | ---- | ---------- | ---- | --------- | ------ | ------ | ---------- | ---- |
| 当   | 櫛渕万里 | 41   | 民主党     | 新   | 168,346票 | 54.40% | ――     |            | ○    |
|      | 伊藤公介 | 67   | 自由民主党 | 前   | 108,528票 | 35.07% | 64.47% | 公明党推薦 | ○    |
|      | 古橋良恭 | 48   | 日本共産党 | 新   | 27,699票  | 8.95%  | 16.45% |            |      |
|      | 松尾洋平 | 30   | 幸福実現党 | 新   | 4,885票   | 1.58%  | 2.90%  |            |      |

時の内閣：第2次小泉改造内閣 解散日：2005年8月8日 公示日：2005年8月30日
当日有権者数：44万5766人 最終投票率：67.95%（前回比：6.84%） （全国投票率：67.51%（7.65%））
| 当落 | 候補者名 | 年齢 | 所属党派   | 新旧 | 得票数    | 得票率 | 惜敗率 | 推薦・支持 | 重複 |
| ---- | -------- | ---- | ---------- | ---- | --------- | ------ | ------ | ---------- | ---- |
| 当   | 伊藤公介 | 63   | 自由民主党 | 前   | 162,351票 | 54.72% | ――     |            | ○    |
|      | 石毛鍈子 | 67   | 民主党     | 前   | 107,136票 | 36.11% | 65.99% |            | ○    |
|      | 室谷友英 | 56   | 日本共産党 | 新   | 27,232票  | 9.18%  | 16.77% |            |      |

- 石毛は第45回は比例東京ブロック単独候補として当選。46回は不出馬だったが47回に再度比例東京単独候補として名簿登載（落選）。

時の内閣：第1次小泉第2次改造内閣 解散日：2003年10月10日 公示日：2003年10月28日
当日有権者数：43万7355人 最終投票率：61.11%（前回比：1.82%） （全国投票率：59.86%（2.63%））
| 当落 | 候補者名   | 年齢 | 所属党派   | 新旧 | 得票数    | 得票率 | 惜敗率 | 推薦・支持 | 重複 |
| ---- | ---------- | ---- | ---------- | ---- | --------- | ------ | ------ | ---------- | ---- |
| 当   | 伊藤公介   | 62   | 自由民主党 | 前   | 126,221票 | 48.47% | ――     |            | ○    |
| 比当 | 石毛鍈子   | 65   | 民主党     | 前   | 110,266票 | 42.34% | 87.36% |            | ○    |
|      | 今村順一郎 | 44   | 日本共産党 | 新   | 23,943票  | 9.19%  | 18.97% |            |      |

時の内閣：第1次森内閣 解散日：2000年6月2日 公示日：2000年6月13日
当日有権者数：41万3515人 最終投票率：62.93%（前回比：5.05%） （全国投票率：62.49%（2.84%））
| 当落 | 候補者名 | 年齢 | 所属党派   | 新旧 | 得票数    | 得票率 | 惜敗率 | 推薦・支持 | 重複 |
| ---- | -------- | ---- | ---------- | ---- | --------- | ------ | ------ | ---------- | ---- |
| 当   | 伊藤公介 | 58   | 自由民主党 | 前   | 100,271票 | 39.58% | ――     |            | ○    |
| 比当 | 石毛鍈子 | 61   | 民主党     | 前   | 87,232票  | 34.43% | 87.00% |            | ○    |
|      | 佐藤洋子 | 55   | 日本共産党 | 新   | 36,113票  | 14.25% | 36.02% |            |      |
|      | 長尾彰久 | 58   | 自由党     | 新   | 20,986票  | 8.28%  | 20.93% |            | ○    |
|      | 塚原光良 | 35   | 無所属     | 新   | 6,172票   | 2.44%  | 6.16%  |            | ×    |
|      | 山口裕   | 53   | 自由連合   | 新   | 2,570票   | 1.01%  | 2.56%  |            |      |

時の内閣：第1次橋本内閣 解散日：1996年9月27日 公示日：1996年10月8日 最終投票率：57.88% （全国投票率：59.65%（8.11%））
| 当落 | 候補者名   | 年齢 | 所属党派   | 新旧 | 得票数   | 得票率 | 惜敗率 | 推薦・支持 | 重複 |
| ---- | ---------- | ---- | ---------- | ---- | -------- | ------ | ------ | ---------- | ---- |
| 当   | 伊藤公介   | 54   | 自由民主党 | 前   | 85,035票 | 38.37% | ――     |            | ○    |
|      | 北里槙男   | 62   | 新進党     | 新   | 46,821票 | 21.13% | 55.06% |            |      |
|      | 佐瀬順二郎 | 42   | 民主党     | 新   | 45,182票 | 20.39% | 53.13% |            | ○    |
|      | 黒沢肇     | 54   | 日本共産党 | 新   | 40,870票 | 18.44% | 48.06% |            |      |
|      | 峰村芳夫   | 60   | 自由連合   | 新   | 3,686票  | 1.66%  | 4.33%  |            | ○    |